# Michaela Kamphuis
Michaela Kamphuis (Enschede, 1989) is een Nederlands actrice.
Ze speelde van 2005 tot en met 2008 gedurende vier seizoenen de rol van Janis Bode in de Twentse regiosoap Van Jonge Leu en Oale Groond. Ze studeert Media & Entertainment Management aan Hogeschool Inholland te Haarlem.